# Jean-Claude Turcotte
Jean-Claude Turcotte (Montreal, 26 de junio de 1936 - ibídem, 8 de abril de 2015) fue un cardenal canadiense. Fue obispo titular de la diócesis de Suas entre 1982 y 1990, y posteriormente fue nombrado en el mismo año arzobispo de Montreal. El papa Juan Pablo II, lo elevó a cardenal en 1994, obteniendo el título de Nuestra Señora del Santísimo Sacramento y de los Mártires Canadá. Murió en Montreal en 2015 tras vivir con diabetes.

## Biografía

### Formación y sacerdocio
Se formó en Teología por la Universidad André-Grasset en 1955.
Tras terminar su licenciatura teológica, estudió en el Seminario Grand, donde fue ordenado sacerdote el día 24 de mayo del año 1959, por el obispo Mons. Laurent Morin. En cuento fue ordenado, en el mismo año trabajó durante dos años como sacerdote en Montreal, después, entre los años 1961 y 1964, trabajó como capellán jefe diocesano en la Juventud Obrera Cristiana. Luego entre 1967 y 1974 ocupó diversos cargos en recursos humanos y posteriormente fue durante siete años el director del Departamento para el ministerio parroquial de su Diócesis de origen.

## Episcopado

### Obispo Auxiliar de Montreal
El día 13 de abril del año 1982, el papa Juan Pablo II, lo nombró Obispo titular de la Diócesis de Suas en Túnez, y recibió el Sacramento del orden el día 9 de junio de ese mismo año a manos del cardenal Paul Grégoire, y a la vez fue también nombrado obispo auxiliar de Montreal.
Y cuando el papa Juan Pablo II, visitó Canadá, Jean-Claude organizó su visita a la ciudad de Montreal.

### Arzobispo de Montreal
Juan Pablo II, posteriormente el día 17 de marzo de 1990, lo nombró nuevo IX Arzobispo Metropolitano de la Archidiócesis de Montreal sucediendo al cardenal Paul Grégoire que fue quien le consagró obispo.

## Cardenalato
Durante el consistorio celebrado el día 26 de noviembre del año 1994, el papa Juan Pablo II, lo elevó al rango de cardenal, otorgándole el título cardenalicio de la diaconia de Nuestra Señora del Santísimo Sacramento y de los Santos Mártires de Canadá.
Entre los años 1997 y 2000, fue elegido como nuevo Presidente de la Conferencia Episcopal de Canadá.
El cardenal Jean-Claude, participó activamente durante la VIII (Denver-1993), la XII (París-1997), la XV (Roma-2000) y la XVII (Toronto-2002) Jornadas Mundiales de la Juventud.
También el cardenal Jean, escribe una columna en la edición semanal del periódico Le Journal de Montréal.
Tras el fallecimiento del papa Juan Pablo II, era uno de los 117 cardenales electores en el Cónclave de 2005, donde señalaron la escritora Margaret Hebblethwaite y la BBC, que pertenecía a la lista de papables, pero finalmente salió elegido como nuevo papa Benedicto XVI.
El 20 de marzo de 2012 el papa Benedicto XVI aceptó la renuncia al gobierno pastoral de la Archidiócesis de Montreal, tras haber alcanzado la edad de jubilación, con lo cual fue sucedido por el nuevo arzobispo Cristiano Lépine.
Tras la renuncia del papa Benedicto XVI, fue uno de los 115 cardenales electores, que participaron en el Cónclave de 2013, donde se votó al nuevo sumo pontífice de la Santa Sede.
Tras su muerte dos años después, su funeral tuvo lugar el 17 de abril en la Basílica-Catedral de María Reina del Mundo y de Santiago en Montreal y fue presidido por el arzobispo Christian Lépine. Luego, su cuerpo fue enterrado en la capilla de los obispos de la catedral.